# Montricoux
Montricoux är en kommun i departementet Tarn-et-Garonne i regionen Occitanien i södra Frankrike. Kommunen ligger i kantonen Nègrepelisse som tillhör arrondissementet Montauban. År 2022 hade Montricoux 1 175 invånare.

## Befolkningsutveckling
Antalet invånare i kommunen Montricoux
| Referens: INSEE |